# 전옥주
전옥주(全玉珠, 본명: 전춘심 1949년 12월 ~ 2021년 2월 16일)는 대한민국의 시민 운동가이다. 5·18 광주 민주화 운동 가두 방송원이었다.
1949년 12월 보성경찰서 사택에서 태어났다. 대한무궁화중앙회 총재로 재직 중인 명승희가 이모인데, 외가에서 성장한 전옥주는 명승희의 영향을 많이 받았고 무용에 소질이 있었다.
1980년 전라남도 보성군에서 거주하던 전옥주는 무용학원을 운영하기 위해 광주에 왔다가 계엄군의 만행을 보고 분노해서 5·18 광주 민주화 운동에 참여하여 가두 방송을 외쳤다. 이것은 시민 참여를 이끄는 기폭제가 되었고, 신군부의 무자비한 폭력에 맞서 시민들을 하나로 응집시키는 도화선이 돼 주었다.
12·12 군사 반란 세력의 최후 진압 작전 직후 간첩으로 몰렸고, 계엄군에 끌려가 고문과 수모를 겪었다. 결국 포고령 위반과 소요 사태 등의 죄목으로 15년 형을 선고받아 투옥되었다가 이듬해인 1981년 4월 사면되었다. 하지만 평생 심한 고문 후유증을 겪어 밤낮 없이 트라우마에 시달렸다. 2021년 2월 16일 경기도 시흥시 자택 인근에서 급성 질환으로 별세하였고 국립 5.18민주묘지에 안장되었다.

## 연기한 배우
- 1998년 KBS 1TV 《이것이 인생이다》(내 이름은 모란꽃) - 오아랑
- 2007년 영화 〈화려한 휴가〉 - 이요원

## 가족 관계
- 어머니: 명정임( ~ 1986년)
- 이모: 명승희
- 오빠: 전병두(1942년 ~ )
- 남편: 이철규
  - 장남: 이규원(1983년 ~ )
  - 차남: 이지원(1986년 ~ )
  - 딸: 이슬지(1988년 ~ )

## 같이 보기
- 광주 민주화 운동